# Iphimedia grossimana
Iphimedia grossimana is een vlokreeftensoort uit de familie van de Iphimediidae. De wetenschappelijke naam van de soort is voor het eerst geldig gepubliceerd in 1972 door Ledoyer.